# گریم اسمیت
گریم اسمیت (انگلیسی: Graeme Smith؛ زادهٔ ۳۱ مارس ۱۹۷۶) شناگر اهل بریتانیا است.
وی در مسابقات کشوری و بین‌المللی در مجموع برندهٔ ۱ مدال طلا، ۵ مدال نقره، ۴ مدال برنز شده‌است.